# Kira Reed
Kira Katherine Reed (Santa Clara, Califórnia, 13 de outubro de 1971) é uma atriz, apresentadora e produtora de televisão estadunidense.

## Biografia
Reed estudou interpretação no Youth Performing Arts School, em Louisville, Kentucky, e Los Angeles County High School for the Arts, graduando-se em 1989. Ela, então, estudou na UCLA School of Theater, Film and Television, graduando-se em 1994.
Após a formatura, ela entrou na carreira erótica, posando para a revista Playboy (dezembro de 1996) e estrelando numerosos filmes produzidos pela Playboy, incluindo The Price Of Desire, Losing Control, Forbidden Highway, e Red Shoe Diaries.. Reed também teve papéis em Perversions of Science, NYPD Blue e The War at Home. Ela atua principalmente em filmes eróticos e com regularidade em cenas lésbicas.
Reed mudou sua carreira para a produção, inicialmente como repórter e depois como produtora na série da Playboy TV, Sexcetera . Ela produziu "Bunny's" Naked Happy Girls e foi escritora e produtora supervisora de 69 Sexy Things 2 Do Before You Die da Playboy. Ela também trabalhou como produtora para a E! e Eleventh Day Entertainment.

## Filmografia

### Televisão
- Treacherous Crossing (1992) .... Sherilyn
- Beverly Hills, 90210 (1 episódio, 1994) .... Dancing Girl
- Unsolved Mysteries (1 episódio, 1996) .... Sara
- Beverly Hills Bordello (1 episódio, 1996) .... Jenny Cochran
- Maui Heat (1996) .... Sara
- Red Shoe Diaries (1 episódio, 1996) .... Rita
- Perversions of Science (1 episódio, 1997) .... Vampiress
- The Click (2 episódios, 1997) .... Dominique
- Women: Stories of Passion (1 episódio, 1997) .... Marlene
- Ultimate Trek: Star Trek's Greatest Moments (1999) .... Salesgirl
- Ryan Caulfield: Year One (1 episódio, 1999) .... Nadine
- Red Handed (1 episodio, 1999) .... TV Host
- Strip Mall (1 episódio, 2000) .... Auditioning Actress
- Madison Heights (1 episódio, 2001). Susan
- The Howard Stern Show (2 episódios, 2001) .... Herself
- NYPD Blue (4 episódios, 2002) .... Gloria Simmons
- ER (1 episódio, 2003) .... Shop Girl
- The War at Home (1 episódio, 2006) .... Mrs. Petrusky
- Sexcetera (1998-2006) .... Repórter
- Chiller: 13 (2010) .... comentarista
- Today Show (2010) .... ela mesma
- Howard Stern on Demand (2 episódios, 2006-2010) .... participações especiais
- Hero Dog Awards (2011) .... Repórter
- Hell's Kitchen (2011) .... ela mesma
- The Daytime Emmy Awards (2009 - 2011) .... repórter de bastidores
- Interior Therapy with Jeff Lewis (2012) .... ela própria
- Money TV (7 Episodes, 2011 -2012) .... comentarista
- Hollywood Christmas Parade (2009 -2013) .... Red Carpet Host/Reporter
- America's Newsroom (2013) .... Free Afridi Activist/Panelist
- Happening Now (2013) .... ela mesma
- Pit Boss (2013) .... Animal Rescue Advocate
- Fox and Friends (2013) .... ela mesma
- CBS LA (2012-2013) .... Pets 2 Love Lady
- Thalians 55th Gala (2014) .... produtora executiva / ela mesma
- Thalians 56th Gala (2014) .... diretora / roteirista / produtora

### Filmes
- Vampire (2010) .... Chloe
- Demon's Claw (2006) .... Elizabeth Balthory
- Jailbait (2004) .... Nurse Jeri
- BachelorMan (2003) .... Courtney Love Wannabe
- The Final Victim (2003) .... Nadia
- The Big Chingon (2003) .... Sara
- Cheerleader Ninjas (2002) .... Fantasy Girl
- Just Can't Get Enough (2002) .... Amber Lee
- Demon Under Glass (2002) .... Chloe Martin
- Basically Becca (2001) .... ela mesma
- Rage of the Innocents (2001) .... Erica
- Amy's Orgasm (2001, também conhecido como Amy's O) .... Shannon Steele
- Forbidden Highway (2001) .... Cherry
- The Mistress Club (2000) .... Trudy
- House of Love (2000) .... Darby
- Fast Lane to Malibu (2000).[5] Officer Taylor
- Surrender (2000) .... Lauren
- Luck of the Draw (2000) .... Zippo's Boudoir Girl
- Shadow Dancer (1999) .... Janet
- Wasteland Justice (1999) .... Shanna
- Thriller: Caron (1999) .... Caron
- Killing the Vision (1999) .... Reporter
- Alien Files (1998) (como Kira Lee) .... Agent Forrest
- A Place Called Truth (1998) .... Kit
- Losing Control (1998) .... Kim
- Secrets of a Chambermaid (1998) .... Odile
- Carnal Fate (1998) .... Mimi
- Too Good to Be True (1997/II) .... Darcy
- Madam Savant (1997) .... Suzy Largo
- The Price of Desire (1997) .... Monica
- The Night That Never Happened (1997) .... Claire
- Fallen Angel (1997) (como Kira Lee) .... Kristi
- The Lady in Blue (1996) .... Carla
- Damien's Seed (1996) .... Carol
- Secret Places (1996) .... Holly